# Побочное
Побочное — исчезнувшее село в Татищевском районе Саратовской области. 
Немецкое название — Небендорф, также было известно как Средний Колонок. Располагалось при балке в бассейне реки Сокурка в 7 км к югу от села Ягодная Поляна. Основано немецкими колонистами в 1767 году

## История
Основано 4 июля 1773 года. Основатели — 19 семей из Изенбурга, гонимые из Германских земель по их вероисповедованию. Буквально через год после образования поселение, в 1774 году, разграблено бунтовщиками «пугачевцами». Тем не менее, колония крепла и разрасталась, развивалось сарпиночное и мукомольное производства, были устроены крахмалопаточные заводы, выделывавшие из картофеля крахмал и патоку. Аналогичные производства развивались и в соседней немецкой колонии Бееренфельд (Ягодная Поляна). В 1870 году сумма прибыли крахмалопаточных предприятий этих двух поселений составила 20 000 рублей и к началу XX века все эти производства составляли значительную часть промышленности края. Колония входила в состав Норкского, затем Ягодно-Полянского колонистского округа, с 1871 года - Ягодно-Полянской волости Саратовского уезда Саратовской губернии.
В 1857 году земельный надел составлял 2 840 десятин, в 1910 году — 3 253 десятины. В 1906 году часть жителей эмигрировала в Сибирь, основав село Побочино.
В 1926 году в селе имелись начальная школа, пункт ликбеза, сельсовет.
В 1932—1935 годах село входило в состав Ягодно-Полянского кантона АССР немцев Поволжья. В феврале 1935 года территория кантона была передана Саратовской области и до 1941 года село последовательно входило в состав районов - Вязовского, Базарно-Карабулакского и Ново-Бурасского.
С 1935 года в составе Саратовского края (с 1936 года — в Саратовской области).
В 1941 году немецкое население было депортировано на восток, колония заселяется эвакуированными из оккупированных немецкими нацистами территорий Союза ССР.
29 июля 1959 года принято решение о ликвидации Побочинского сельского совета и колхоза имени Ленина в селе Побочное. Села Побочное и Новая Скатовка вошли в Ягоднополянский сельский совет. Постепенно все производства останавливаются, а жители разъезжаются, и в 1960-х годах поселение перестаёт существовать.

## Население
Динамика численности населения по годам:
| 1767 | 1788 | 1798 | 1816 | 1834 | 1850 | 1859 | 1883 | 1897 | 1905 | 1911 | 1926 | 1959 |
| ---- | ---- | ---- | ---- | ---- | ---- | ---- | ---- | ---- | ---- | ---- | ---- | ---- |
| 73   | 217  | 626  | 658  | 1409 | 2384 | 3088 | 2461 | 2516 | 3616 | 3278 | 2967 | 407  |